# Platystele acutilingua
Platystele acutilingua là một loài thực vật có hoa trong họ Lan. Loài này được Kapuler & Hascall miêu tả khoa học đầu tiên năm 1966.